# Guvernør i New South Wales
Guvernøren i New South Wales er den australske monarks repræsentant i delstaten New South Wales. De australske delstatsguvernører udfører forfatningsmæssige og ceremonielle funktioner på delstatsniveau på samme måde, som generalguvernøren i Australien gør det på nationalt niveau. Guvernøren udnævnes af monarken efter henstilling fra premierministeren i New South Wales for en ikke fastlagt periode, men normen er fem år. Den nuværende guvernør er den pensionerede dommer Margaret Beazley, som efterfulgte David Hurley 2. maj 2019.
Embedet stammer fra 1788, da Arthur Phillip blev den første koloniguvernør i New South Wales. Den nuværende udgave af embedet blev indført med dannelsen af den australske stat i 1901 og New South Wales' forfatning fra 1902. Efter forfatningen handler guvernøren efter råd fra regeringen i New South Wales. Ultimativt, repræsenterede guvernøren dog den britiske regering, men embedet har gradvist fået mindre indflydelse med australske lovændringer i 1942 (Statute of Westminster Adoption Act 1942) og 1986 (Australia Act 1986), efter hvilke guvernøren blev den direkte, personlige repræsentant for den australske monark.

## Udnævnelse
Guvernørembedet beskrives i New South Wales' forfatning fra 1902. Den australske monark godkender, efter råd og anbefaling fra premierministeren i New South Wales, udnævnelsen af en guvernør. Den nyudnævnte guvernør får tildelt ordenen Companion of the Order of Australia (AC).
Guvernøren sidder normalt i mindst fem år, men det er ikke lovbestemt. Teknisk set sidder guvernøren kun så længe monarken ønsker det. Premierministeren kan derfor anbefale, at guvernøren bliver siddende i en længere periode. Guvernøren kan også træde tilbage, og tre er døde i embedet. Under disse omstændigheder eller hvis guvernøren forlader landet i mere end én måned, overtager viceguvernøren i New South Wales (som siden 1872 har været højesteretspræsidenten i New South Wales) alle guvernørens beføjelser og pligter.

### Udvælgelse
Mellem 1788 og 1957 var alle guvernører født uden for New South Wales og var ofte fra den britiske adelstand. Australien fik først med Australian Citizenship Act i 1948 et uafhængigt australsk statsborgerskab, men længe før havde der været et ønske om, at guvernørerne skulle være født i Australien. Den første australskfødte guvernør i New South Wales var Sir John Northcott, der blev indsat 1. august 1946. Han var dog født i Victoria, og det var først med udnævnelsen af Sir Eric Woodward i 1957, at en person født i New South Wales fik posten. Denne praksis fortsatte til 1996, da dronning Elizabeth 2. udnævnte London-fødte Gordon Samuels til guvernør.
Selvom guvernørerne ikke måtte være partimedlemmer, var de ofte tidligere politikere, og mange var medlemmer af det britiske House of Lords på grund af deres adelige baggrund. De første guvernører var alle officerer i militæret og over halvdelen af guvernørerne har haft en militær baggrund. Den første kvindelige guvernør var Marie Bashir, som blev valgt i 2001.

## Rolle
Da den australske monark ikke bor i New South Wales, er guvernørens primære opgave at varetage monarkens forfatningsmæssige forpligtelser.
Ifølge forfatningen fra 1902 er det guvernøren, som udpeger medlemmerne af regeringen i New South Wales. Regeringen skal så formelt tilbyde monarken og guvernøren rådgivning om udøvelsen af de royale priviliegier. Efter konventionen er det guvernøren, som skal vælge en person fra parlamentet, der skal være premierminister og er i stand til at danne en regering. Det vil normalt være den person, der har størst tilslutning i underhuset. Premierministeren rådgiver herefter guvernøren om udpegelse af andre medlemmer af parlamentet til kabinettet (regeringen). I praksis er det kun fra kabinettet, at monarken og guvernøren modtager rådgivning, om udøvelsen af deres magt. I denne egenskab underskriver og proklamerer guvernøren nu lovgivning. Guvernøren skal også udnævne lederne af både overhus og underhus i New South Wales efter indstilling fra henholdsvis overhusets og underhusets medlemmer samt dommere til såvel højesteret, distriktsretter og lokale retter efter indstilling fra premierministeren eller kabinettet. Indstillingerne fra kabinettet er normalt bindende, men monarken og guvernøren kan undtagelsesvis gøre brug af nogle rettigheder, som giver monarkiet mulighed for at sikre sig mod en ministers magtmisbrug. Sidste gang det skete var i 1932, da guvernøren Sir Philip Game afsatte premierminister Jack Lang.
Guvernøren er ifølge forfatningen den eneste, der kan indkalde parlamentet. Derudover har guvernøren andre pligter i monarkens fravær. Det gælder afholdelsen af en trontale, når parlamentet hjemsendes eller opløses. Guvernøren godkender lovforslag i monarkens navn og kan også nedlægge veto eller overlade beslutningen helt til monarken. I moderne tid er der ingen guvernører, som ikke har godkendt parlamentets lovforslag. Da kabinettet udfører de fleste forfatningsmæssige funktioner, udfører guvernøren primært ceremonielle opgaver. Guvernøren er vært for den australske royale familie, når denne besøger New South Wales. Ligeledes er guvernøren vært for andre gæstende royale og statsoverhoveder. Guvernøren modtager også akkreditiver og rappelskrivelser fra udenlandske generalkonsuler i Sydney. Den delstatsguvernør, der har siddet længst, vikarierer for Australiens generalguvernør, når denne er ude af Australien. Den sidste guvernør fra New South Wales, der havde denne rolle var Marie Bashir.
Guvernøren har også til opgave at uddele forskellige nationale ordener og medaljer. De vigtigste, som AC (Companion of the Order of Australia) og Victoriakorset, uddeles dog kun af generaluvernøren. Guvernøren er honorær oberst i Royal New South Wales Regiment (siden 1960), honorær brigadegeneral i 22. (City of Sydney) Eskadrille, Royal Australian Air Force (siden 1937) og honorær kommandør i Royal Australian Navy. Guvernøren er også Chief Scout i spejderbevægelsen i New South Wales.
Tidligere og nuværende guvernørflag
- 1870–1876
- 1876–1981
- 1981–nu

## Historie
Med undtagelse af kronen selv er guvernørposten i New South Wales det ældste embede i Australien. Kaptajn Arthur Phillip indtog posten som guvernør i New South Wales 7. februar 1788, da kolonien New South Wales, den første britiske bosættelse i Australien, blev officielt proklameret. De første koloniguvernører var nærmest enevældige på grund af den lange afstand til Storbritannien. Først i 1824 blev der nedsat et råd, New South Wales Legislative Council, der skulle rådgive guvernøren.
Fra 1850 til 1861, havde guvernøren i New South Wales titlen generalguvernør. Det var et tidligt forsøg på indføre føderalisme af den britiske koloniminister Earl Grey. Al kommunikation mellem de australske kolonier og den britiske regering skulle gå gennem generalguvernøren, og de andre kolonier havde viceguvernører. Da South Australia (1856), Tasmanien (januar 1855) og Victoria (maj 1855) fik egne regeringer, fik monarkens repræsentanter igen titel af guvernør. Selvom han ikke længere fungerede som generalguvernør, beholdt Sir William Denison titlen, til han trak sig tilbage i 1861.
De seks britiske kolonier i Australien blev forenet i 1901 da staten Australien blev dannet. New South Wales og de andre kolonier blev delstater i det føderale system med forfatningen Constitution of Australia. I 1902 fik New South Wales også en ny forfatning, som beskrev guvernørens rolle som monarkens repræsentant, der agerer efter råd fra regeringen. Lige som generalguvernøren og de andre delstatsguvernører, var guvernøren i New South Wales i årene efter føderationens dannelse både statsoverhoved og forbindelse mellem regeringen i New South Wales og den britiske regering i London. Den britiske indblanding i australske forhold faldt dog gradvis i de følgende år.
I 1942 vedtog Australien en ny forfatning, Statute of Westminster Adoption Act 1942, som formaliserede Australiens status som dominion efter den britiske Statute of Westminster fra 1931. Selv om Australien og Storbritannien har den samme monark, fungerer denne person i forskellige roller som monark i hver dominion. Konventionen om at monarken i australske affærer regerer efter råd fra australske ministre og ikke britiske ministre, blev nedfældet som lov.
Statute of Westminster betød ingen ændringer for de australske delstater, og i New South Wales vedblev guvernøren formelt at være en repræsentant for den britiske monark. Dette arrangement virkede ikke i overensstemmelse med Australiens status som uafhængig dominion og den federale struktur. Efter mange forhandlinger mellem den australske stat, delstatsregeringerne, den britiske regering og Buckingham Palace, fjernede man i den nye forfatning, Australia Act 1986, alle forfatningsmæssige roller som den britiske monark og den britiske regering havde i de australske delstater. Guvernøren i New South Wales var herefter den australske monarks personlige repræsentant i delstaten.

## Residenser og husholdning

### Government House
Ved sin ankomst til Sydney i 1788 boede guvernør Phillip i et midlertidigt hus af træ og lærred, før man byggede et rigtigt hus der, hvor Bridge Street og Phillip Street nu krydser hinanden. Denne regeringsbygning (Government House) blev udvidet og repareret af de næste otte guvernører, men var gennemgående i dårlig stand og blev forladt, da guvernøren flyttede til den nye regeringsbygning (også kaldet Government House), tegnet af Edward Blore og Mortimer Lewis, i 1845.
Med samlingen af de australske kolonier i 1901, blev det annonceret, at Government House skulle være den nye australske generalguvernørs anden bolig i Australien. Derfor lejede regeringen i New South Wales bygningen Cranbrook i Sydney-forstaden Bellevue Hill til guvernøren. I 1913 flyttede generalguvernøren til det nybyggede Admiralty House. Guvernør Sir Gerald Strickland, blev dog boende i Cranbrook fra 1913 til 1917, men hans efterfølger boede igen i Government House.
16. januar 1996 annoncerede premierminister Bob Carr, at den næste guvernør ville blive Gordon Samuels, og at han hverken ville bo eller arbejde i Government House. Ligeledes ville han fortsat være formand for New South Wales Law Reform Commission (lovreformkommission). Om ændringerne sagde Carr, at guvernørembedet i mindre grad skulle forbindes med pomp og pragt, have færre anakronistiske protokoller og være mere folkelig. 
I oktober 2011 annoncerede premierminister Barry O'Farrell, at guvernøren, Marie Bashir, ville flytte ind i Government House, da det var det, det var bygget til, og man alligevel skulle have en bolig klar den dag en guvernør uden for Sydney blev valgt.

### Sommerbolig
Udover den primære residens i Sydney, har mange guvernører også følt behovet for en sommerbolig for at undslippe de høje temperaturer i Sydney om sommeren. I 1790 fik guvernør Phillip bygget en bolig i Parramatta. I 1799 fjernede den anden guvernør, John Hunter, resterne af Arthur Phillips hytte og byggede en mere permanent bolig samme sted, som i dag kaldes Old Government House. Denne residens blev benyttet indtil Government House stod færdig i 1845. Flere af de efterfølgende guvernører havde også en sommerbolig uden for Sydney.
Guvernøren fra 1868 til 1872, Earl Belmore, brugte Throsby Park i Moss Vale som sin sommerbolig. Hans efterfølger, Sir Hercules Robinson, tog ofte til samme område i Southern Highlands. I 1879 besluttede man derfor at købe et hus i Sutton Forest, som guvernørens permanente sommerresidens. I 1881 købte New South Wales en ejendom, som blev omdøbt til Hillview og brugt som guvernørens primære sommerresidens fra 1885 til 1957. I 1957 blev boligen anset for at være både unødvendig og dyr og blev derfor solgt. Køberen var Edwin Klein, som i 1985 skænkede ejendommen til New South Wales.

### Guvernørens stab
Guvernørens stab hjælper guvernøren med at udøve dennes forfatningsmæssige og ceremonielle pligter. Til stabsfunktionen hører aides-de-camp, pressefolk, økonomimedarbejdere, taleskrivere, arrangører af rejser og begivenheder, protokolofficerer, kokke, andet køkkenpersonale, tjenere og rengøringsfolk. Staben omtales ofte som Government House. Den har et årligt budget og guvernørens løn er fastsat til 529.000 AUD.

## Liste over guvernører i New South Wales
Følgende har tjent som guvernør i New South Wales:
| Nr.                                              | Portræt                                      | Guvernør                                                   | Tiltrædelse                                  | Afgang                                       | Tid i embedet                                |                                              |                                              |                                              |
| Guvernører udnævnt af George 3. (1760–1820):     | Guvernører udnævnt af George 3. (1760–1820): | Guvernører udnævnt af George 3. (1760–1820):               | Guvernører udnævnt af George 3. (1760–1820): | Guvernører udnævnt af George 3. (1760–1820): | Guvernører udnævnt af George 3. (1760–1820): | Guvernører udnævnt af George 3. (1760–1820): | Guvernører udnævnt af George 3. (1760–1820): | Guvernører udnævnt af George 3. (1760–1820): |
| ------------------------------------------------ | -------------------------------------------- | ---------------------------------------------------------- | -------------------------------------------- | -------------------------------------------- | -------------------------------------------- | -------------------------------------------- | -------------------------------------------- | -------------------------------------------- |
| 1                                                |                                              | Kaptajn Arthur Phillip RN                                  | 7. februar 1788                              | 10. december 1792                            | 4 år og 307 dage                             |                                              |                                              |                                              |
| 2                                                |                                              | Kaptajn John Hunter RN                                     | 11. september 1795                           | 27. september 1800                           | 5 år og 16 dage                              |                                              |                                              |                                              |
| 3                                                |                                              | Kaptajn Philip Gidley King RN                              | 28. september 1800                           | 12. august 1806                              | 5 år og 318 dage                             |                                              |                                              |                                              |
| 4                                                |                                              | Kaptajn William Bligh RN                                   | 13. august 1806                              | 26. januar 1808                              | 1 år og 166 dage                             |                                              |                                              |                                              |
| 5                                                |                                              | Generalmajor Lachlan Macquarie CB                          | 1. januar 1810                               | 1. december 1821                             | 11 år og 334 dage                            |                                              |                                              |                                              |
| Guvernører udnævnt af George 4. (1820–1830):     |                                              |                                                            |                                              |                                              |                                              |                                              |                                              |                                              |
| 6                                                |                                              | Generalmajor Sir Thomas Brisbane GCH, GCB                  | 1. december 1821                             | 1. december 1825                             | 4 år og 0 dage                               |                                              |                                              |                                              |
| 7                                                |                                              | Generalløjtnant Sir Ralph Darling GCH                      | 19. december 1825                            | 21. oktober 1831                             | 5 år og 306 dage                             |                                              |                                              |                                              |
| Guvernører udnævnt af Vilhelm 4. (1830–1837):    |                                              |                                                            |                                              |                                              |                                              |                                              |                                              |                                              |
| 8                                                |                                              | Generalmajor Sir Richard Bourke KCB                        | 3. december 1831                             | 5. december 1837                             | 6 år og 2 dage                               |                                              |                                              |                                              |
| Guvernører udnævnt af Victoria (1837–1901):      |                                              |                                                            |                                              |                                              |                                              |                                              |                                              |                                              |
| 9                                                |                                              | Major Sir George Gipps                                     | 24. februar 1838                             | 11. juli 1846                                | 8 år og 137 dage                             |                                              |                                              |                                              |
| 10                                               |                                              | Oberstløjtnant Sir Charles Augustus FitzRoy KCH, KCB       | 3. august 1846                               | 28. januar 1855                              | 8 år og 178 dage                             |                                              |                                              |                                              |
| 11                                               |                                              | Sir William Denison KCB                                    | 20. januar 1855                              | 22. januar 1861                              | 6 år og 2 dage                               |                                              |                                              |                                              |
| 12                                               |                                              | Sir John Young Bt, GCMG, KCB                               | 16. maj 1861                                 | 24. december 1867                            | 6 år og 222 dage                             |                                              |                                              |                                              |
| 13                                               |                                              | Earl Belmore GCMG, PC                                      | 8. januar 1868                               | 21. februar 1872                             | 4 år og 44 dage                              |                                              |                                              |                                              |
| 14                                               |                                              | Sir Hercules Robinson GCMG                                 | 3. juni 1872                                 | 19. marts 1879                               | 6 år og 289 dage                             |                                              |                                              |                                              |
| 15                                               |                                              | Lord Augustus Loftus GCB                                   | 4. august 1879                               | 9. november 1885                             | 6 år og 97 dage                              |                                              |                                              |                                              |
| 16                                               |                                              | Lord Carrington GCMG, PC                                   | 12. december 1885                            | 3. november 1890                             | 4 år og 326 dage                             |                                              |                                              |                                              |
| 17                                               |                                              | Earl of Jersey GCB, GCMG, PC                               | 15. januar 1891                              | 2. marts 1893                                | 2 år og 46 dage                              |                                              |                                              |                                              |
| 18                                               |                                              | Sir Robert Duff GCMG                                       | 29. maj 1893                                 | 15. marts 18952                              | 2 år og 291 dage                             |                                              |                                              |                                              |
| 19                                               |                                              | Viscount Hampden GCMG                                      | 21. november 1895                            | 5. marts 1899                                | 3 år og 104 dage                             |                                              |                                              |                                              |
| 20                                               |                                              | Earl Beauchamp KCMG, PC                                    | 18. maj 1899                                 | 30. april 1901                               | 1 år og 347 dage                             |                                              |                                              |                                              |
| Guvernører udnævnt af Edvard 7. (1901–1910):     |                                              |                                                            |                                              |                                              |                                              |                                              |                                              |                                              |
| 21                                               |                                              | Admiral Sir Harry Rawson GCB, GCMG, RN                     | 27. maj 1902                                 | 27. maj 1909                                 | 7 år og 0 dage                               |                                              |                                              |                                              |
| 22                                               |                                              | Lord Chelmsford GCMG                                       | 28. maj 1909                                 | 11. marts 1913                               | 3 år og 287 dage                             |                                              |                                              |                                              |
| Guvernører udnævnt af Georg 5. (1910–1936):      |                                              |                                                            |                                              |                                              |                                              |                                              |                                              |                                              |
| 23                                               |                                              | Sir Gerald Strickland GCMG                                 | 14. marts 1913                               | 27. oktober 1917                             | 4 år og 227 dage                             |                                              |                                              |                                              |
| 24                                               |                                              | Sir Walter Davidson GCMG                                   | 18. februar 1918                             | 4. september 1923                            | 5 år og 198 dage                             |                                              |                                              |                                              |
| 25                                               |                                              | Admiral Sir Dudley de Chair KCB,MVO                        | 28. februar 1924                             | 7. april 1930                                | 6 år og 38 dage                              |                                              |                                              |                                              |
| 26                                               |                                              | Viceluftmarskal Sir Philip Game GBE, KCB, DSO              | 29. maj 1930                                 | 15. januar 1935                              | 4 år og 231 dage                             |                                              |                                              |                                              |
| 27                                               |                                              | Lord Gowrie VC, GCMG, CB, DSO                              | 21. februar 1935                             | 22. januar 1936                              | 0 år og 335 dage                             |                                              |                                              |                                              |
| Guvernører udnævnt af Edvard 8. (1936):          |                                              |                                                            |                                              |                                              |                                              |                                              |                                              |                                              |
| 28                                               |                                              | Admiral Sir Murray Anderson KCB, KCMG, MVO                 | 6. august 1936                               | 30. oktober 1936                             | 0 år og 85 dage                              |                                              |                                              |                                              |
| Guvernører udnævnt af Georg 6. (1936–1952):      |                                              |                                                            |                                              |                                              |                                              |                                              |                                              |                                              |
| 29                                               |                                              | Lord Wakehurst KCMG                                        | 8. april 1937                                | 8. januar 1946                               | 8 år og 275 dage                             |                                              |                                              |                                              |
| 30                                               |                                              | Generalløjtnant John Northcott KCMG, KCVO, CB              | 1. august 1946                               | 31. juli 1957                                | 10 år og 364 dage                            |                                              |                                              |                                              |
| Guvernører udnævnt af Elizabeth 2. (since 1952): |                                              |                                                            |                                              |                                              |                                              |                                              |                                              |                                              |
| 31                                               |                                              | Generalløjtnant Sir Eric Woodward KCMG, KCVO, CB, CBE, DSO | 1. august 1957                               | 31. juli 1965                                | 7 år og 364 dage                             |                                              |                                              |                                              |
| 32                                               |                                              | Sir Roden Cutler VC, KCMG, KCVO, CBE                       | 20. januar 1966                              | 19. januar 1981                              | 14 år og 365 dage                            |                                              |                                              |                                              |
| 33                                               |                                              | Luftmarskal Sir James Rowland AC, KBE, DFC, AFC            | 20. januar 1981                              | 20. januar 1989                              | 8 år og 0 dage                               |                                              |                                              |                                              |
| 34                                               |                                              | Kontreadmiral Sir David Martin KCMG, AO, RAN               | 20. januar 1989                              | 7. august 1990                               | 1 år og 199 dage                             |                                              |                                              |                                              |
| 35                                               |                                              | Kontreadmiral Peter Sinclair AC, RAN                       | 8. august 1990                               | 29. februar 1996                             | 5 år og 205 dage                             |                                              |                                              |                                              |
| 36                                               |                                              | Gordon Samuels AC, CVO, QC                                 | 1. marts 1996                                | 28. februar 2001                             | 4 år og 364 dage                             |                                              |                                              |                                              |
| 37                                               |                                              | Professor Dame Marie Bashir AD, CVO                        | 1. marts 2001                                | 1. oktober 2014                              | 13 år og 214 dage                            |                                              |                                              |                                              |
| 38                                               |                                              | General David Hurley AC, DSC                               | 2. oktober 2014                              | 1. maj 2019                                  | 4 år og 211 dage                             |                                              |                                              |                                              |
| 39                                               |                                              | Margaret Beazley AC, QC                                    | 2. maj 2019                                  | Nuværende                                    | 5 år og 326 dage                             |                                              |                                              |                                              |

## Externe henvisninger
- Wikimedia Commons har flere filer relateret til Guvernør i New South Wales
- Governor of New South Wales official website